# Karl Rumbold
Karl Rumbold (Vienna, 30 ottobre 1893 – 28 ottobre 1965) è stato un calciatore e allenatore di calcio austriaco.

## Carriera

### Calciatore

#### Club
Rumbold giocò dal 1912 nel First Vienna, disputando due campionati in 1. Klasse ed uno in 2.Klasse, poiché il club viennese retrocesse in cadetteria nella stagione 1913-1914.

#### Nazionale
Nel 1913 venne convocato dalla nazionale austriaca per disputare un'amichevole contro l'Ungheria. L'incontro, disputatosi a Vienna il 27 aprile terminò 4 a 1 per i magiari.

### Allenatore
Lasciato il calcio giocato, divenne nel 1922 allenatore della Sampierdarenese. Con il club ligure ottiene il terzo posto del girone A della Prima Divisione 1922-1923 ed il nono nel girone A della stagione seguente.
Torna alla guida del club ligure nella stagione 1926-1927, ottenendo nel girone B il sesto posto.
Nel 1932 è ingaggiato dal Genova 1893 in sostituzione di Luigi Burlando e di Guillermo Stábile, raggiungendo l'undicesimo posto nella Serie A 1931-1932 e l'ottavo nella stagione seguente.
L'esordio in panchina rossoblu è datato 10 aprile 1932 nella sconfitta esterna per sei a zero contro la Roma.
Nel 1935 passa alla guida della Sanremese insieme a Filippo Pascucci, che guiderà al secondo posto della Serie C 1935-1936, a pari punti dello Spezia, la promozione in Serie B nella stagione seguente ed il nono posto nella Serie B 1937-1938.
Nel 1938 si trasferisce in Francia al Strasburgo, con cui ottiene il decimo posto nella Division 1 1938-1939 e la vittoria del campionato di Dordogna 1939-1940, regione nella quale il club si era spostato a causa della guerra.

## Statistiche

### Cronologia presenze e reti in nazionale
| Cronologia completa delle presenze e delle reti in nazionale ― Austria | Cronologia completa delle presenze e delle reti in nazionale ― Austria | Cronologia completa delle presenze e delle reti in nazionale ― Austria | Cronologia completa delle presenze e delle reti in nazionale ― Austria | Cronologia completa delle presenze e delle reti in nazionale ― Austria | Cronologia completa delle presenze e delle reti in nazionale ― Austria | Cronologia completa delle presenze e delle reti in nazionale ― Austria | Cronologia completa delle presenze e delle reti in nazionale ― Austria |
| Data                                                                   | Città                                                                  | In casa                                                                | Risultato                                                              | Ospiti                                                                 | Competizione                                                           | Reti                                                                   | Note                                                                   |
| ---------------------------------------------------------------------- | ---------------------------------------------------------------------- | ---------------------------------------------------------------------- | ---------------------------------------------------------------------- | ---------------------------------------------------------------------- | ---------------------------------------------------------------------- | ---------------------------------------------------------------------- | ---------------------------------------------------------------------- |
| 27-4-1913                                                              | Vienna                                                                 | Austria                                                                | 1 – 4                                                                  | Ungheria                                                               | Amichevole                                                             | -                                                                      |                                                                        |
| Totale                                                                 |                                                                        | Presenze                                                               | 1                                                                      |                                                                        | Reti                                                                   | 0                                                                      |                                                                        |

## Palmarès

### Allenatore

#### Competizioni nazionali
- Championnat de Dordogne: 1

Strasburgo: 1940
- Serie C: 1

Sanremese: 1936-1937